# 글로벌경제신문
글로벌경제신문(Global Economy Newspaper)은 2014년에 창간한 대한민국에서 발행되는 인터넷 경제매체이다. 본사는 서울 영등포구 국회대로 68길23에 소재하고 있다. 

## 사시
글로벌시장경제의 혁신 리더

## 주요연혁

### 2014: 이투데이경제신문, SBS CNBC와 핀테크분야 업무협력 제휴
- 한국비트코인 국제컨퍼런스 후원
- (주)비트허브 법인설립
- 대표이사 반병희 취임
- 인터넷신문 비트허브 창간
- 신문사업, 인터넷신문사업등록

### 2015: 구글 뉴스 공급
- 뉴스 어플리케이션 ‘하루 5분경제’ 앱콘텐츠 제휴

### 2016: 네이버, 카카오 기사 검색 제휴
- 한국핀테크협회(KORFIN) 정회원 등록
- ‘지니뉴스’ 앱콘텐츠 공급제휴
- 인터넷신문윤리위원회 기사 및 광고 부문 자율규약 준수 서약

### 2017: 글로벌경제신문으로 법인명 변경
- 대표이사 임경오 취임

### 2019: 글로벌경제신문으로 법인명 변경
- 한국블록체인산업협회, 한국블록체인산업학회와 업무제휴 협약
- 인터넷신문협회 회원사 등록, 대표이사 최종천, 한창호 취임
- (주)글로벌경제신문으로 법인명 변경

## 외부 링크

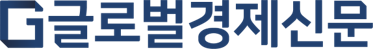
global economy newspaper logo

### 2020: 서울저널 일본판 뉴스공급 협약
- 최종천 단독 대표이사 변경
- 류원근 상무이사 편집인 선임
- 시니어 신춘문예 개최